# Предаддитивная категория
Предаддити́вная категория — обогащённая категория над категорией абелевых групп, то есть такая категория, что для любых её объектов {\displaystyle A}, {\displaystyle B} множество {\displaystyle {\text{Hom}}(A,B)} имеет структуру абелевой группы по сложению, при этом композиция морфизмов билинейна:
{\displaystyle (g_{1}+g_{2})\circ f=g_{1}\circ f+g_{2}\circ f}
{\displaystyle g\circ (f_{1}+f_{2})=g\circ f_{1}+g\circ f_{2}}
Предаддитивную категорию иногда называют также {\displaystyle Ab}-категорией.

## Примеры
- Категория абелевых групп {\displaystyle \mathbf {Ab} }.
- Категории левых R-модулей {\displaystyle R{\mbox{-}}\mathbf {Mod} } и правых {\displaystyle R}-модулей {\displaystyle \mathbf {Mod} {\mbox{-}}R}.
- Любое кольцо, рассматриваемое как категория с одним объектом.

## Аддитивные функторы
Функтор {\displaystyle T\colon A\to B} называется аддитивным, если каждое отображение {\displaystyle T\colon {\text{Hom}}_{A}(a_{1},a_{2})\to {\text{Hom}}_{B}(Ta_{1},Ta_{2})} является гомоморфизмом абелевых групп.
Если {\displaystyle {\mathcal {C}}} и {\displaystyle {\mathcal {D}}} — категории, причём {\displaystyle {\mathcal {D}}} предаддитивна, то категория функторов {\displaystyle Funct({\mathcal {C}},{\mathcal {D}})} также предаддитивна, поскольку естественные преобразования можно естественным образом складывать.
Если {\displaystyle {\mathcal {C}}} тоже предаддитивна, то категория {\displaystyle Add({\mathcal {C}},{\mathcal {D}})} аддитивных функторов и естественных преобразований также предаддитивна.
Последний пример ведёт к обобщению понятия модуля: если {\displaystyle {\mathcal {C}}} предаддитивна, то категория {\displaystyle Mod({\mathcal {C}}):=Add({\mathcal {C}},\mathbf {Ab} )} называется категорией модулей над {\displaystyle {\mathcal {C}}}. Если {\displaystyle {\mathcal {C}}} — предаддитивная категория из одного объекта — кольца {\displaystyle R}, это приводит к обычному определению (левых) {\displaystyle R}-модулей.
{\displaystyle Ab{\mbox{-}}\mathbf {Cat} } — категория всех малых {\displaystyle Ab}-категорий, морфизмами в которой являются аддитивные функторы.

## Специальные случаи
- Кольцо — предаддитивная категория из одного объекта.
- Аддитивная категория — предаддитивная категория с конечными произведениями.
- Абелева категория — аддитивная категория, в которой существуют ядра и коядра, причём каждый мономорфизм и каждый эпиморфизм нормален.